# Fabrián Caytuiro
Fabrián Caytuiro (Lima, Perú, 9 de noviembre de 1999) es un futbolista peruano. Juega como arquero y su equipo actual es Sport Chavelines de la Liga 2.

## Trayectoria

### Universitario de Deportes
Realizó las divisiones menores en Universitario de Deportes, club al que llegó a los 15 años. Luego de varios años en las divisiones menores, a inicios del 2018 es promovido al equipo de reservas. Debido a las lesión de Aamet Calderón y suspensión de Raúl Fernández; en la fecha 5 del Torneo Clausura es convocado a la nómina principal del plantel, siendo suplente de Patrick Zubzuck. En el 2019 fue presentado como 4.º arquero en la Noche Crema, por detrás de Aamet Calderón, Patrick Zubzuck y José Carvallo.
Para el año 2020 quedaría como jugador libre, fichando a mediados del año por el Club Deportivo Coopsol. Para el 2022 ficha por Sport Chavelines donde desciende de categoría a la Copa Perú.

### Selección nacional
Con 15 años participó con la selección sub-15, dirigida por JJ Oré, en los Juegos Olímpicos de la Juventud 2014. Fabrián cerró una excelente campaña, coronándose con la Selección Sub-15, Campeón Olímpico de la Juventud en Nankín, China.
- Oro Juegos Olímpicos de la Juventud Beijing 2014

## Clubes
| Competencia                | Sede   | Resultado | Part. | Goles |
| -------------------------- | ------ | --------- | ----- | ----- |
| Juegos de la Juventud 2014 | Nankín | 1.º lugar | 4     | 0     |

| Club                      | País | Año         | PJ |
| ------------------------- | ---- | ----------- | -- |
| Universitario de Deportes | Perú | 2018 - 2019 | 0  |
| Club Deportivo Coopsol    | Perú | 2020 - 2021 | 13 |
| Sport Chavelines          | Perú | 2022 -      |    |